# Negros
Negros je otok u otočju Visayas, Filipini. Administrativno i etnolingvistički otok je podijeljen na 2 provincije: Zapadni Negros i Istočni Negros.
Španjolci su ovaj otok nazvali po crnoj puti urođenika koje su tu zatekli 1565. (etnička grupa negrito).
To je četvrti otok Filipina po veličini. Ima površinu od 13,328.4 km² i 3,7 milijuna stanovnika. Najveći grad na otoku je Bakolod (Zapadni Negros, 499.497 stanovnika 2007.).
Glavne gospodarske grane su uzgoj šećerne trske, kukuruza, kokosa i banana.

## Vanjske poveznice
|  | Zajednički poslužitelj ima još gradiva o temi Negros |